# Carl Eckart
Pour les articles homonymes, voir Eckart.
Carl Henry Eckart (né le 4 mai 1902 à Saint-Louis (Missouri) et décédé le 23 octobre 1973 à La Jolla en Californie) est un physicien, océanographe-physicien, géophysicien et administrateur américain. Il codémontra le théorème de Wigner-Eckart et est aussi connu pour l'énoncé des conditions d'Eckart en mécanique quantique.

## Cursus scolaire
Carl Eckart commença le college à l'université Washington de Saint-Louis où il reçut ses diplômes de Bachelor of Sciences et de Master of Sciences avec une majeure en ingénierie. Cependant, grâce à Arthur Compton, membre de la faculté de physique et plus tard Chancelier, Carl Eckart continua ses études de physique à Princeton, où il vint en 1923 avec un Edison Lamp Works Research Fellowship (poste de recherche sponsorisé). Carl Eckart obtint son doctorat en 1925,,.
Durant ses études, Carl Eckart cosigna un article avec Karl Compton, frère d'Arthur Compton, sur les arcs électriques à faibles tensions et tout particulièrement sur les phénomènes oscillants se produisant dans la diffusion des électrons en fonction des champs de tensions faibles. Il continua sur cette thématique après avoir obtenu son doctorat lors d'un National Research Council Fellowship au California Institute of Technology (Caltech) de 1925 à 1927. Max Born, directeur de l'Institut de physique théorique de l'université de Göttingen et codéveloppeur avec Werner Heisenberg de la formulation de mécanique matricielle de la mécanique quantique, donna une conférence sur son travail lors de sa venue à Caltech en 1925. Cette conférence donna à Carl Eckart l'impulsion pour étudier le formalisme probable de l'opérateur général en mécanique quantique, qu'il développa au début de l'année 1926. Lorsque le premier article d'Erwin Schrödinger - de la série de quatre,, qu'il écrivit sur le sujet - sur la formulation ondulatoire de la mécanique quantique parut en janvier, Carl Eckart réalisa que les formulations matricielle et ondulatoire était équivalentes ; il soumit alors son article aux Proceedings of the National Academy of Sciences of the United States of America pour publication. Cependant, cet article parut le 31 mai 1926 alors que l'article de Schrödinger sur cette équivalence avait été accepté le 18 mars 1926, lui donnant la primauté de la découverte.
En 1927, Carl Eckart reçut un Guggenheim Fellowship pour une période post-doctorale avec Arnold Sommerfeld à l'Université Louis-et-Maximilien de Munich, l'un des trois centres principaux pour le développement de la mécanique quantique, les autres étant Göttingen avec Max Born et l'université de Copenhague avec Niels Bohr. Dans le même temps à Munich, se trouvaient Rudolf Peierls et deux autres boursiers Guggenheim, Edwin Kemble et William V. Houston,. Carl Eckart y travailla sur le comportement quantique d'oscillations simples en utilisant l'équation de Schrödinger et sur la dérivation par opérateur dans le formalisme matricielle de la mécanique quantique. Il appliqua aussi son travail à la théorie des électrons et la conductivité des métaux en utilisant la statistique de Fermi, et cosigna un article sur le sujet avec Arnold Sommerfeld et William V. Houston.

## Carrière

### Université de Chicago
De retour aux États-Unis en 1928, Carl Eckart fut nommé Assistant Professor au département de physique de l'université de Chicago, où il continua à travailler sur la mécanique quantique pendant 14 années. Un de ces articles, cosigné avec Helmut Hönl, qui obtint son doctorat avec Arnold Sommerfeld en 1926, se distingua : portant sur les fondements de la mécanique quantique, il traitait du rôle de la théorie des groupes dans la dynamique quantique des systèmes monoatomiques et des comparaisons des théories nucléaires de Werner Heisenberg et Eugene Wigner. Durant cette période, Carl Eckart développa sa formulation du théorème de Wigner-Eckart - constituant un lien entre les groupes de transformations de symétrie appliqués à l'équation de Schrödinger et les lois de conservation de l'énergie, de la quantité de mouvement et du moment angulaire. Ce théorème est particulièrement utile en spectroscopie. Avec F.C. Hoyt, Carl Eckart traduit le livre d'Heisenberg sur les principes physiques de la mécanique quantique. Durant l'année universitaire 1934-1935, Carl Eckart prit un congé sabbatique à l'Institute for Advanced Study dans le New Jersey, ce qu'il fit à nouveau en 1952-1953 et 1960-1961,.
En Allemagne, durant le mois de décembre 1938, Otto Hahn et Fritz Strassmann conduisirent une expérience qui mettait en évidence la possibilité d'une fission de l'uranium. Ils communiquèrent leurs résultats à leur ancienne collègue Lise Meitner qui avait fui le pays plus tôt dans l'année. En janvier 1939, Lise Meitner et son neveu Otto Frisch interprétèrent correctement les résultats expérimentaux comme traduisant une fission de l'uranium. La nouvelle de cette découverte se diffusa très rapidement. Le potentiel de création d'une arme basée sur la fission atomique conjugué à la crainte d'une guerre en Europe provoqua chez de nombreuses personnes (comme par exemple chez Leó Szilárd) la crainte que l'Allemagne nazie ne puisse développer une telle arme. Aussi, après deux réunions, la première avec Leó Szilárd et Eugene Wigner et la seconde avec Leó Szilárd et Edward Teller, Albert Einstein cosigna la célèbre lettre Einstein-Szilárd adressée au président des États-Unis Franklin Delano Roosevelt en août. La Seconde Guerre mondiale éclata en Europe en septembre. La lettre fut délivrée en octobre au président Roosevelt par l'économiste et banquier Alexander Sachs, ce qui entraîna la création du Comité consultatif pour l'uranium dans le mois. Ce Comité était organisé en sous-sections par thématique. La sous-section des aspects théoriques, dirigée par Enrico Fermi, et dont Carl Eckart faisait partie était localisée à l'université de Chicago. Cependant, en 1941, en raison de ses sentiments anti-bombe atomique, Carl Eckart quitta le Comité,.

### Université de Californie à San Diego
Avec l'entrée des États-Unis dans la Seconde Guerre mondiale en 1941, il y eut une incitation croissante pour la communauté scientifique à participer à l'effort de guerre. Les sous-marins de l'Axe infligeaient alors de lourdes pertes aux navires alliés, et les scientifiques universitaires furent en conséquence approchés par l'U.S. Navy pour la détection acoustique et optique des sous-marins. B.O. Knudsen, directeur de la toute récente Division de recherche militaire de l'université de Californie, et son adjoint L.P. Delsasso approchèrent alors Carl Eckart pour obtenir son aide. Carl Eckart, alors professeur associé quitta alors l'université de Chicago pour travailler sur le sujet, et débuta ainsi un séjour de 31 années en Californie. À partir de 1942, il fut directeur adjoint de la Division de recherche militaire puis directeur, position qu'il occupa jusqu'en 1946,.
En 1946, Carl Eckart démissionna officiellement de son poste à l'Université de Chicago afin de devenir professeur de géophysique à l'Institut d'océanographie Scripps de l'université de Californie à San Diego (UCSD), poste qu'il occupa jusqu'en 1971. En 1946, il devint également le premier directeur du Marine Physical Laboratory (MPL) de l'université de Californie. Le MPL fut fondé par Carl Eckart, Roper Revelle et l'amiral Rawson Bennett afin de mener des recherches géophysiques d'intérêt commun pour les communautés académique et navale. En 1948, le MPL devint partie intégrante de l'Institut d'océanographie Scripps, avec Carl Eckart comme directeur jusqu'en 1952. Carl Eckart contribua à la géophysique en liant les « exercices » théoriques de l'hydrodynamique aux propriétés physiques réelles de l'eau. Dans les décennies suivantes, il mena des recherches sur la stratification thermique dans l'océan et les atmosphères sur lequel il écrivit un livre, la transmission du son dans l'eau, la turbulence, les interactions air-mer, la génération et la structure de la surface, et les vagues internes océaniques,.
Après la Seconde Guerre mondiale, Carl Eckart rassembla ses travaux et ceux d'autres chercheurs sur la détection sous-marine et le publia dans un volume classifié intitulé Principles and Applications of Underwater Sound, publié pour la première fois en 1946. Il fut déclassifié en 1954 et réimprimé en 1968. Il constitue un standard dans le domaine.
Pendant la période allant de 1957 à 1959, Carl Eckart fut membre de l'Editorial Advisory Board (comité éditorial) pour les Applied Physics Laboratory’s series on applied mathematics and mechanics de l'université Johns-Hopkins. De 1959 à 1970, il fut également consultant pour des entreprises commerciales comme General Dynamics ou la RAND Corporation.
De 1965 à 1967, Carl Eckart fut vice-chancelier de l'UCSD pour les affaires académiques. Il servit ensuite l'université de Californie, de 1967 à 1968, comme représentant délégué à l'Institute for Defense Analyses, constitué de 12 universités membres et fonctionnant comme une source indépendante d'études et de conseil pour le département de la Défense des États-Unis.
Carl Eckart contribua également à la publication posthume de travaux du mathématicien John von Neumann.

## Vie privée
Carl Eckart épousa Edith Louise Frazee en 1926 ; il en divorça en 1948. En 1958, il épousa Klára Dán von Neumann, veuve du mathématicien John von Neumann ; Klara mourut en 1963 par noyade accidentelle,.

## Distinctions
- 1948 : certificat de Mérite signé par le président Harry Truman.
- 1952 : élu à l'Académie nationale des sciences.
- 1966 : lauréat de la médaille Alexander-Agassiz de l'Académie nationale des sciences pour ses contributions à l'océanographie.
- 1972 : lauréat de la médaille William-Bowie de l'Union américaine de géophysique pour ses contributions exceptionnelles à la géophysique fondamentale.

## Œuvres

### Livres
- Werner Heisenberg, traduit par Carl Eckart et F. C. Hoyt The Physical Principles of the Quantum Theory (Dover, 1930).
- Carl Eckart et autres. Principles and Applications of Underwater Sound (NRDC, 1946). Initialement document classé et publié sous le titre Summary Technical Report of Division 6, NDRC Volume 7, Washington, 1946. Par la suite déclassifié et distribué le 7 septembre 1954. Réimprimé et redistribué par le Department of the Navy Headquarters Naval Material Command, Washington, 1968[2],[20].
- Carl Eckart Hydrodynamics of Oceans and Atmospheres (Pergamon Press, 1960).

### Sélection d'articles
- Carl Eckart The Solution of the Problem of the Simple Oscillator by a Combination of the Schrödinger and the Lanczos Theories, Proceedings of the National Academy of Sciences of the United States of America 12 473-476 (1926). Soumis le 31 mai 1926.
- Carl Eckart (National Research Fellow) Operator Calculus and the Solution of the Equations of Quantum Dynamics, Phys. Rev. 28 (4) 711 - 726 (1926).  California Institute of Technology.  Reçu le 7 juin 1926.
- A. Sommerfeld, W. V. Houston, et C. Eckart, Zeits. f. Physik 47, 1 (1928).
- Carl Eckart The Application of Group theory to the Quantum Dynamics of Monatomic Systems, Rev. Mod. Phys. 2 (3) 305 - 380 (1930). University of Chicago.
- Carl Eckart, Some Studies Concerning Rotating Axes and Polyatomic Molecules, Physical Review 47 552-558 (1935).
- Carl Eckart The Approximate Solution of One-Dimensional Wave Equations, Rev. Mod. Phys. 20 (2) 399 - 417 (1948). University of California, Marine Physical Laboratory, San Diego, California.

## Source
- (en) Cet article est partiellement ou en totalité issu de l’article de Wikipédia en anglais intitulé « Carl Eckart » (voir la liste des auteurs).